# Anklaget
Anklaget er en dansk film fra 2005, instrueret af Jacob Thuesen efter et manuskript af Kim Fupz Aakeson.

## Medvirkende
- Søren Malling
- Troels Lyby
- Sofie Gråbøl
- Kirstine Rosenkrands Mikkelsen
- Paw Henriksen
- Louise Mieritz
- Bodil Jørgensen
- Kristian Halken
- Charlotte Sieling
- Ditte Gråbøl
- Kirsten Olesen
- Michael Larsen